# Фетих
„Фетих“ (на турски: Fetih) е квартал в район „Аташехир“ в Истанбул, Турция. Намира се в анадолската част на града и граничи с кварталите „Есатпаша“ на изток, „Йорнек“ на юг, „Юналан“ на запад и „Джумхуриет“ на север.
До 2008 г. Фетих е част от район „Юскюдар“, но след административни реформи преминава в границите на район „Аташехир“.